# Vaghari
Il cane Vagari o segugio di vaghari è un levriero indiano della regione di Saurashtra (in gujarati સૌરાષ્ટ્ર), (in hindi सौराष्ट्र); regione situata nella parte occidentale dell'India, lungo la costa del Mar Arabico nello Stato del Gujarat.

## Storia
È una razza probabilmente estinta; prende il nome da una tribù indiana originaria della regione di Saurashtra.